# Alberto Mielgo
Alberto Mielgo (Madrid, 29 de abril de 1979) é um diretor, artista e animador espanhol. Seus prêmios incluem um Oscar, quatro Emmy Awards e dois Annie Awards. Mielgo foi diretor de arte em Tron: Uprising (2013), da Disney, e estreou como diretor com o curta de animação The Witness (2019), criado para a antologia da Netflix Love, Death & Robots.

## Juventude
Nascido e criado em Espanha, Mielgo está atualmente estabelecido em Los Angeles, depois de ter trabalhado e vivido em vários países da Ásia e da Europa.

## Carreira
Mielgo atualmente dirige animações e trabalha como diretor de arte. Enquanto estava em Londres, Mielgo trabalhou como diretor de arte da Passion Pictures com Pete Candeland, com quem trabalhou nos projetos The Beatles: Rock Band e Gorillaz.
Os primeiros projetos notáveis de Mielgo incluem Corpse Bride, de Tim Burton, The Beatles: Rock Band, ambas partes de Harry Potter and the Deathly Hallows e Tron: Uprising da Disney, pelo qual ganhou em 2013 um Emmy Award e um Annie Award. O diretor de Tron: Uprising, Charlie Bean, explicou que a ideia era criar um estilo muito especial para a série, o que não era visto na TV ou no cinema. Bean trabalhou em estreita colaboração com Mielgo, o designer de personagens Robert Valley e o supervisor Daniel Simon. Simon foi responsável pelos designs dos veículos vistos em Tron: Legacy, incluindo os Light Cycles.
Em 2015, Mielgo foi designer de produção/diretor de arte de Spider-Man: Into the Spider-Verse e criou um teste de animação inicial para o filme. No início, seu principal objetivo era explorar o mundo, os quadrinhos, o passado do Homem-aranha, a cinematografia, a linguagem, o estilo e as oportunidades. A animação de teste nunca foi concluída – apenas quatro tomadas foram completamente finalizadas e determinaram a linguagem visual do filme.
Em 2019, Mielgo escreveu, projetou e dirigiu o episódio "The Witness" para a série de antologia de animação da Netflix Love, Death & Robots, que ganhou três Emmys e um prêmio Annie. O envolvimento de Mielgo com a série começou quando ele foi abordado pelo diretor supervisor, Gabriele Pennacchioli, que o colocou em contato com David Fincher e Tim Miller.
Em 2021 e 2022, Mielgo dirigiu dois curtas de animação: The Windshield Wiper, um projeto pessoal focado em sua visão de amor e relacionamentos, que ganhou o Oscar de melhor curta-metragem de animação, e "Jibaro", por Love, Death & Robots.

## Prêmios
Mielgo ganhou um Emmy Award e um Annie Award em 2013 por seu trabalho em Tron: Uprising da Disney como melhor designer de produção.
Mielgo ganhou três prêmios Emmy em 2019 de melhor curta de animação, melhor direção de arte e melhor animação e um prêmio Annie no mesmo ano de melhor direção de arte do episódio "The Witness" da antologia da Netflix Love, Death & Robots.
Em março de 2022, ele ganhou o Oscar de melhor curta-metragem de animação por The Windshield Wiper.
Em setembro de 2022, o episódio "Jibaro" de Love, Death, & Robots, escrito e dirigido por Mielgo, ganhou o Emmy Award de melhor curta de animação.